# Nícies
|  | Aquest article tracta sobre el general atenès. Vegeu-ne altres significats a «Nícies (desambiguació)». |

Nícies o Nícias (grec antic: Νικίας, Nikías; 470 aC-413 aC) fou un general atenès de la guerra del Peloponnès. Era fill de Nicerat, de qui va heretar una fortuna valorada en cent talents provinent de les mines de plata de Làurion, on treballaven un miler d'esclaus. Fou membre del partit aristocràtic. Era considerat com un tímid, característica que va ser ridiculitzada per alguns poetes.
Va estar diverses vegades associat a Pèricles com a estrateg i per la seva prudència va guanyar considerable influència. A la mort de Pèricles fou un dels principals opositors de Cleó i altres demagogs, però sempre mirat amb respecte per la seva suavitat de tracte, la seva reputació militar i l'ús liberal que feia de la seva riquesa. Va exercir la corègia amb màxima eficàcia, destacant el seu transport de la Teòria a Delos on va desplegar gran magnificència. Era religiós i feia un sacrifici diari i cada dia consultava als déus sobre afers públics i privats.
El 427 aC va dirigir una expedició contra l'illa de Minoa, davant Mègara, i la va ocupar. El 426 aC amb 60 trirrems i dos mil soldats, va atacar l'illa de Melos que va assolar, però no va poder conquerir la ciutat i com que les tropes eren necessàries per atacar Tànagra es va retirar, atacant pel camí la costa de la Lòcrida.
El 425 aC va participar en la batalla d'Esfactèria i va encarregar al seu enemic Cleó per reduir l'illa on havien quedat els espartans. Tot seguit va atacar Corint, va derrotar els corintis i es va retirar quan van arribar esforços per l'enemic, però van quedar dos cadàvers que no van poder ser trobats i va renunciar als honors de la victòria i va enviar un delegat per demanar la seva entrega. A continuació va anar a Cromió, va devastar el territori i tot seguit va passar a Epidaure; va construir una murada a l'istme que connectava Metone amb terra ferma i va deixar guarnició a la ciutat, tot retornant a Atenes.
El 424 aC amb dos col·legues, va fer una expedició a la costa de Lacònia i va ocupar l'illa de Citera, amb facilitat, ja que gaudia del suport entre els habitants de l'illa, on va deixar guarnició. Durant set dies va assolar les costes lacònies i, a la seva tornada, el territori d'Epidaure, ocupant Tirea, on els espartans havien establert als eginetes expulsats de la seva pròpia illa. Els eginetes foren portats a Atenes i executats.
El 423 aC Nícias i Nicòstrat foren enviats amb un exèrcit a la Calcídia per inspeccionar els moviments de Bràsidas i va ocupar Mende i bloquejar Esció; quan va acabar de bloquejar Esció va tornar a Atenes.
La mort de Cleó li va obrir les portes al poder suprem i va iniciar moviments per la pau. S'havia guanyat el favor dels espartans pel seu bon tracte als presoners d'Esfactèria i va poder exercir com a mediador entre Atenes i Esparta aconseguint la pau del 421 aC coneguda com a pau de Nícias per la part important que hi havia tingut.
L'oposició de beocis, corintis i altres, i l'hostilitat d'Argos fou contrarestada per un tractat d'aliança defensiva entre Atenes i Esparta. Però l'amistat fou de curta durada i Alcibíades no va trigar a excitar els ànims; el 420 aC una ambaixada atenenca fou enviada a Argos, a proposta d'Alcibíades, per establir una aliança; els ambaixadors espartans que havien anat a la ciutat pel mateix objectiu i fou necessària tota la influència de Nícias per evitar un trencament. Nícias fou enviat com ambaixador a Esparta per intentar aclarir les coses, però només va poder obtenir una ratificació dels tractats ja existents i a la seva tornada es va formalitzar l'aliança amb Argos.
Les disputes entre Nícias i Alcibíades es van incrementar, i es va començar a parlar de la necessitat d'enviar a un d'ells a l'ostracisme, especialment per l'actuació del demagog Hipèrbol. Però llavors Nícias i Alcibíades es va unir contra els seus comuns enemics i el que va anar a l'ostracisme fou Hipèrbol.
El 415 aC els atenencs van decidir enviar la gran expedició a Sicília amb el pretext d'assistir a Segesta i Leontins. Nícias, Alcibíades i Làmac foren nomenats comandants; Nícias era contrari a l'expedició però no va aconseguir evitar-la. Quan l'exèrcit atenenc va arribar a Règion, Nícias va proposar demanar a Segesta el pagament sinó del cost total de l'expedició si almenys d'una part, i romandre a Règion fins que el pagament fos fet, però fou el pla d'Alcibíades el que fou adoptat. Més tard quan Alcibíades fou cridat a Atenes, Nícias va obtenir el suport de Làmac; llavors la flota era a Catana, aliada atenesa, i amb totes les forces els atenencs van anar a Segesta (pel camí van ocupar Hícara) on només van poder obtenir el pagament de trenta talents; a la seva tornada va romandre inactiu, i a la tardor va començar a preparar l'atac a Siracusa i amb un estratagema van ocupar una posició propera a l'Olympèon al port de Siracusa; una batalla es va lliurar l'endemà els siracusans foren derrotats; curts de diners i cavalleria els atenencs van anar a passar l'hivern a Naxos, i durant un temps van tractar d'aconseguir l'aliança de Camarina i algunes ciutats dels sículs, fracassant en la primera, però aconseguint l'aliança de diverses ciutats dels sículs; també algunes ciutats etrusques d'Itàlia van prometre ajut; Nícias va enviar ambaixadors a Cartago.
Nícias es va traslladar de Naxos a Catana on la primavera del 414 aC van arribar reforços atenencs; Nícias va preparar la conquesta d'Epípoles en la que va tenir èxit, i va bloquejar Siracusa. En una batalla als aiguamolls, Làmac va morir, però Nícias, afectat d'una malaltia a la vista, va aconseguir evitar la pèrdua d'Epípoles. Quan el bloqueig pràcticament havia acabat l'espartà Gilip arribà a Siracusa. Nícias, segur de l'èxit, no va actuar per impedir la seva entrada a Siracusa. Nícias va fer erigir tres fortaleses al Plemírion, però quan va intentar impedir la construcció d'una contra muralla dels siracusans, les seves forces foren derrotades; això va animar als siracusans que van rebre reforços dels seus aliats; Nícias va demanar reforços a Atenes; les forces atenenques i els seus aliats van patir desercions i Nícias va demanar el seu relleu. Atenes va decidir enviar reforços dirigits per Demòstenes i Eurimedont d'Atenes, però no van permetre a Nícias deixar el comandament.
Gilip mentre va convèncer els siracusans de buscar la seva victòria a la mar. Primer va atacar i ocupar els fortins atenesos al Plemmyrium; l'arribada de reforços pels siracusans procedents de Corint va provocar una confusió a les files siracusanes que fou aprofitada per Nícias per atacar i obtenir una victòria; van seguir altres lluites al port i en una gran batalla els atenencs foren derrotats amb fortes pèrdues, però just llavors van arribar els reforços dirigits per Demòstenes i Eurimedont. A la nit es va fer un intent de recuperar Epípoles que s'havia perdut i encara que inicialment els atenencs foren victoriosos, al final foren rebutjats amb fortes pèrdues. Demòstenes va proposar llavors abandonar el setge i tornar a Atenes, però Nícias no ho va consentir. Les lluites que van seguir, en general favorables als siracusans, van fer canviar a Nícias de parer i es van donar ordes secretes d'embarcar a la nit, però llavors, quan tot estava a punt, es va produir un eclipsi de lluna i Nícias ho va interpretar com un avís dels déus contra la retirada i va anul·lar aquesta.
Els siracusans van començar una sèrie d'atacs i en una batalla naval decisiva van derrotar els atenencs i apoderar del port. Els atenencs havien de fer ara un intent desesperat per marxar i van atacar el port, però no van tenir èxit. La retirada s'havia de fer cap a l'interior de l'illa. Finalment, Nícias i Demòstenes, amb la resta de les forces, es van haver de rendir. Gilip volia enviar a Nícias a Esparta, però els siracusans van imposar la seva execució.
Segons Pausànias el seu nom fou eliminat del monument construït a Atenes a aquells que havien caigut a Sicília, ja que s'havia rendit voluntàriament.
Descendència
El fill de Nícias, Nicerat (Niceratus, Nikératos Νικήρατος) era considerat un home de maneres suau, benvolent i respectuós. Demòstenes diu que era de constitució feble. Fou executat per ordre dels Trenta tirans que se suposa foren temptats per la seva notable riquesa de la qual es volien apoderar. Teràmenes el va defensar i va al·legar que la seva mort alienaria a qualsevol persona moderada del govern dels trenta. Després de la seva execució la vídua es va suïcidar per evitar caure en mans del govern dels tirans.